# پیشرانه‌های عملکرد بالای مرسدس آام‌گ
پیشرانه‌های عملکرد بالای مرسدس آام‌گ (انگلیسی: Mercedes AMG High Performance Powertrains) (که پیشتر با نام‌های مهندسی ایلمور (به انگلیسی: Ilmor Engineering) و موتورهای عملکرد بالای مرسدس-بنز (به انگلیسی: Mercedes-Benz High Performance Engines) شناخته می‌شد) یک تولیدکنندهٔ موتور خودروهای فرمول یک مستقر در بریتانیا است. این شرکت در فصل ۱۹۹۴ برای تیم سائوبر، از فصل ۱۹۹۵ تا ۲۰۱۴ برای تیم مک‌لارن، از فصل ۲۰۰۹ تا ۲۰۱۸ برای فورس ایندیا، در فصل ۲۰۰۹ برای تیم براون جی‌پی، از فصل ۲۰۱۰ تاکنون برای تیم کارخانه‌ای مرسدس، از فصل ۲۰۱۴ برای تیم ویلیامز، در فصل ۲۰۱۵ برای لوتوس، در فصل ۲۰۱۶ برای مانور ریسینگ، در فصل ۲۰۱۸ برای ریسینگ پوینت فورس ایندیا و از فصل ۲۰۱۸ تا سال ۲۰۲۰ برای تیم های ریسینگ پوینت و ویلیامز و از سال ۲۰۲۱ تاکنون برای تیم های استون مارتین و مک لارن و ویلیامز به تأمین پیشرانه مشغول بوده‌است. موتورهای تولید شده توسط این شرکت هشت بار برندهٔ مقام قهرمانی سازندگان جهان و ده بار برندهٔ مقام قهرمانی رانندگان جهان شده‌اند.

## پیش‌زمینه

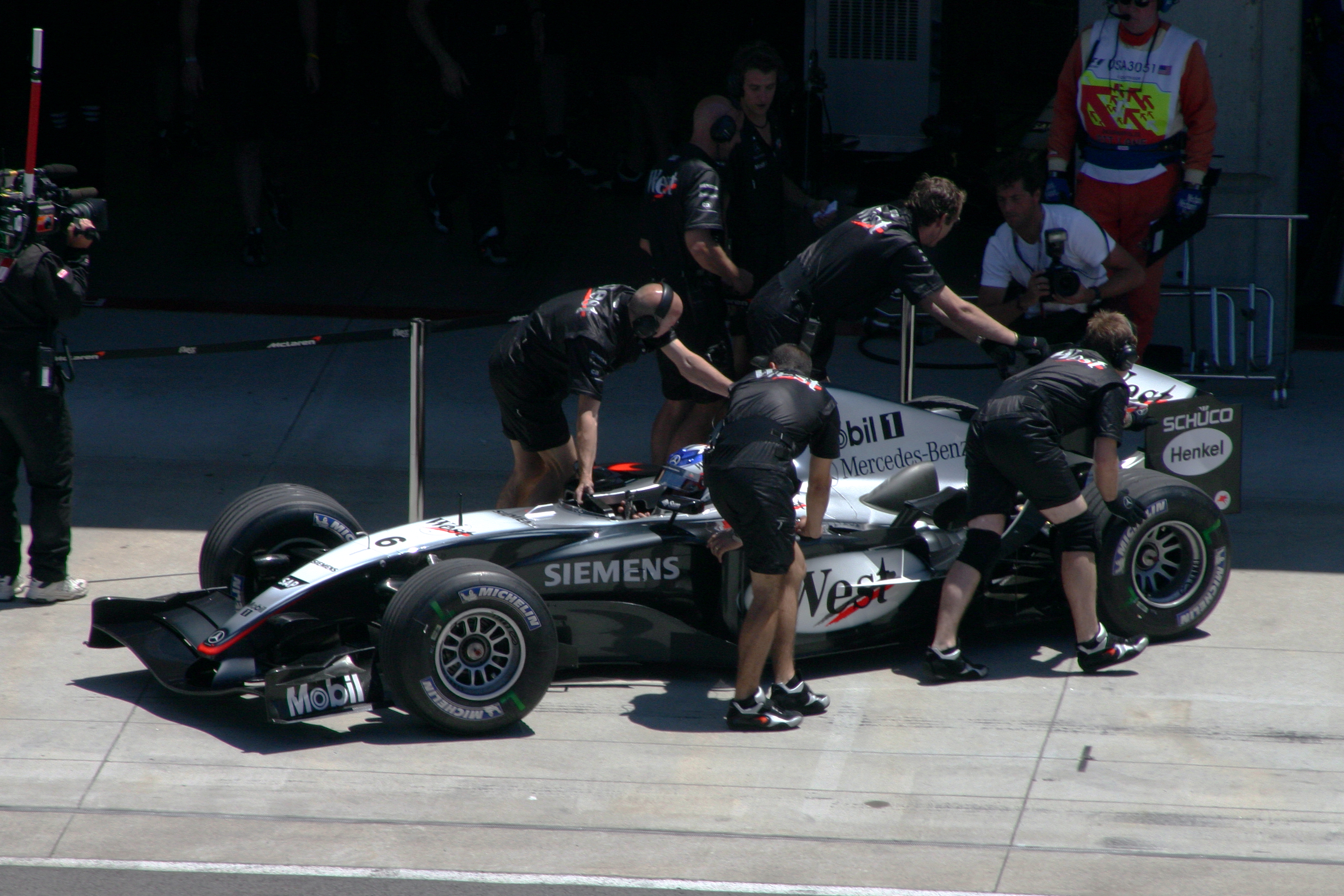
یک خودروی مک‌لارن مربوط به سال ۲۰۰۴ که به پیشرانهٔ مرسدس-ایلمور ۳٫۰ لیتری وی۱۰ مجهز است

شرکت ایلمور در سال ۱۹۸۳ توسط ماریو ایلین و پل مورگان و به‌عنوان یک تأمین‌کنندهٔ مستقل موتور برای خودروهای فرمول یک تأسیس شد. نام این شرکت از نام خانوادگی بنیانگذاران آن گرفته شده‌بود. ایلمور در ابتدا ساخت موتور برای خودروهای مسابقات ایندی‌کار را با استفاده از سرمایهٔ راجر پنسکی، تولیدکنندهٔ شاسی و صاحب یکی از تیم‌های مسابقات ایندی‌کار آغاز کرد.
دایملر-بنز در سال ۱۹۹۳ سهم ۲۵ درصدی جنرال موتورز در شکرت ایلمور را خریداری کرد. در سال ۲۰۰۲، دایملر آگ سهم خود در این شرکت را به ۵۵٪ افزایش داد و نام آن را به مرسدس-ایلمور تغییر داد. بعداً و در سال ۲۰۰۵، دایملر مالکیت تام شرکت ایلمور را از آن خود کرد و نام آن را نیز به «موتورهای عملکرد بالای مرسدس-بنز» تغییر داد. در دسامبر ۲۰۱۱ و همزمان با تغییر نام تیم مرسدس جی‌پی، نام این شرکت نیز جهت هماهنگ بودن با نشان تجاری مرسدس-آام‌گ دوباره تغییر کرد و نام «پیشرانه‌های عملکرد بالای مرسدس آام‌گ» برای آن انتخاب شد.
در همان زمان، بخش کوچک پروژه‌های ویژهٔ این شرکت، که بین سال‌های ۲۰۰۳ و ۲۰۰۵ تا ۲۰۱۱ تحت قراردادی جهت توسعه، آرایش، آماده‌سازی و بهبود عملکرد موتورهای هوندا برای مسابقات سری ایندی‌کار قرار داشت، منشعب و به یک شرکت جداگانه تبدیل شد که مالکیت آن نیز متعلق به ماریو ایلین و راجر پنسکی بود. این شرکت جدید، که کاملاً مستقل از شرکت مرسدس بود، دوباره نام مهندسی ایلمور را برای خود برگزید.

## نتایج کسب‌شده با موتور فرمول یک
| سازنده       | فصل(ها)             | کلیه بردها | ق.س. ج           | ق.ر. ج                 | اولین برد                | آخرین برد               |
| ------------ | ------------------- | ---------- | ---------------- | ---------------------- | ------------------------ | ----------------------- |
| سائوبر       | ۱۹۹۴                | ۰          |                  |                        |                          |                         |
| مک‌لارن       | ۱۹۹۵ تا ۲۰۱۴, ۲۰۲۱  | ۷۹         | 1 (۱۹۹۸)         | 3 (۱۹۹۸ تا ۱۹۹۹, ۲۰۰۸) | جایزه بزرگ استرالیا ۱۹۹۷ | جایزه بزرگ برزیل۲۰۱۲    |
| براون جی‌پی   | ۲۰۰۹                | ۸          | 1 (۲۰۰۹)         | 1 (۲۰۰۹)               | جایزه بزرگ استرالیا ۲۰۰۹ | جایزه بزرگ ایتالیا ۲۰۰۹ |
| فورس ایندیا  | ۲۰۰۹ تا ۲۰۱۸        | ۰          |                  |                        |                          |                         |
| مرسدس        | ۲۰۱۰ تا ۲۰۲۱        | ۱۱۵        | 7 (۲۰۱۴ تا ۲۰۲۰) | 7 (۲۰۱۴ تا ۲۰۲۰)       | جایزه بزرگ چین ۲۰۱۲      | جایزه بزرگ بحرین ۲۰۲۱   |
| ویلیامز      | ۲۰۱۴ تا ۲۰۲۱        | ۰          |                  |                        |                          |                         |
| لوتوس        | ۲۰۱۵                | ۰          |                  |                        |                          |                         |
| ام‌آرتی       | ۲۰۱۶                | ۰          |                  |                        |                          |                         |
| ریسینگ پوینت | ۲۰۱۸                | ۰          |                  |                        |                          |                         |
| ریسینگ پوینت | ۲۰۱۹ تا ۲۰۲۰        | ۱          |                  |                        | جایزه بزرگ سخیر ۲۰۲۰     | جایزه بزرگ سخیر ۲۰۲۰    |
| استون مارتین | ۲۰۲۱                | ۰          |                  |                        |                          |                         |
| مجموع        | ۱۹۹۴ تا ۲۰۲۱(اکنون) | ۲۰۳        | ۹                | ۱۱                     |                          |                         |